# Rafael Roldós

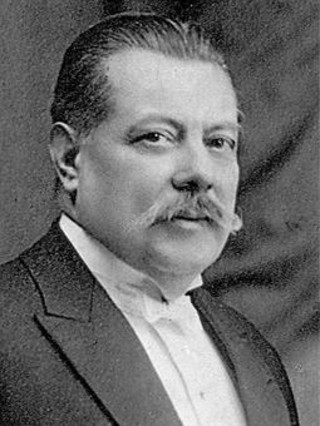
Rafael Roldós, c. 1900.

Rafael Roldós Viñolas (Barcelona, 29 de marzo de 1846 - Barcelona, 22 de octubre de 1918) fue un empresario y publicista español.

## Biografía
Nació en 1846, en el seno de una familia de impresores. En sus primeros años trabajó en solitario como agente publicista. Roldós es considerado un pionero de la publicidad en España. En 1872 creó la agencia Roldós y Compañía, con sede en Barcelona, que constituyó la primera agencia de publicidad en la historia moderna de España. En 1896 fundó el diario Las Noticias, periódico que durante las dos primeras décadas del siglo XX llegaría a ser una publicación de referencia en Barcelona. A su muerte el negocio familiar pasó a ser llevado por sus hijos.